# Lúcio Aurélio Cota (cônsul em 119 a.C.)
Lúcio Aurélio Cota (em latim: Lucius Aurelius Cotta) foi um político da gente Aurélia da República Romana eleito cônsul em 119 a.C. com Lúcio Cecílio Metelo Dalmático. Era filho de Lúcio Aurélio Cota, cônsul em 144 a.C., e casou-se com Rutília Rufa, irmã de Públio Rutílio Rufo, cônsul em 104 a.C., com quem teve Aurélia Cota, que se casaria com Caio Júlio César, o Velho, pai do ditador Júlio César e de Júlia César, avó biológica de Augusto, o primeiro imperador romano. 

## Carreira
Cota foi eleito cônsul em 119 a.C. com Lúcio Cecílio Metelo Dalmático e, durante seu mandato, propôs que o Senado convocasse Caio Mário, que era um tribuno da plebe na época, para responder pela Lex Maria, proposta por ele, e que tentava limitar a influência dos optimates na Assembleia das centúrias. Mário se apresentou no Senado, mas, ao invés de se defender, ameaçou prender Cota se ele não retirasse sua moção. O outro cônsul, que apoiava Cota, foi preso de fato e levado ao cárcere por ordem de Mário, principalmente por que nenhum dos outros tribunos, aliados de Mário, quis ouvir a apelação de Metelo e o Senado se viu obrigado a ceder.
Segundo Apiano de Alexandria Cota também teria participado com Cecílio Metelo da guerra contra os ilírios, mas esta informação não consta em nenhuma outra fonte e é possível que Apiano tenha citado os dois cônsules apenas para indicar o ano e nada mais.
Cícero, em De natura deorum, afirma que Cota era um defensor do ceticismo.